# Pup play
Il pup play oppure puppy play è una forma di animal play in cui i partecipanti adottano una personalità canina nota come "Pups" (in italiano "Cuccioli"), attraverso l'abbigliamento e comportamenti simili a quelli dei cani.

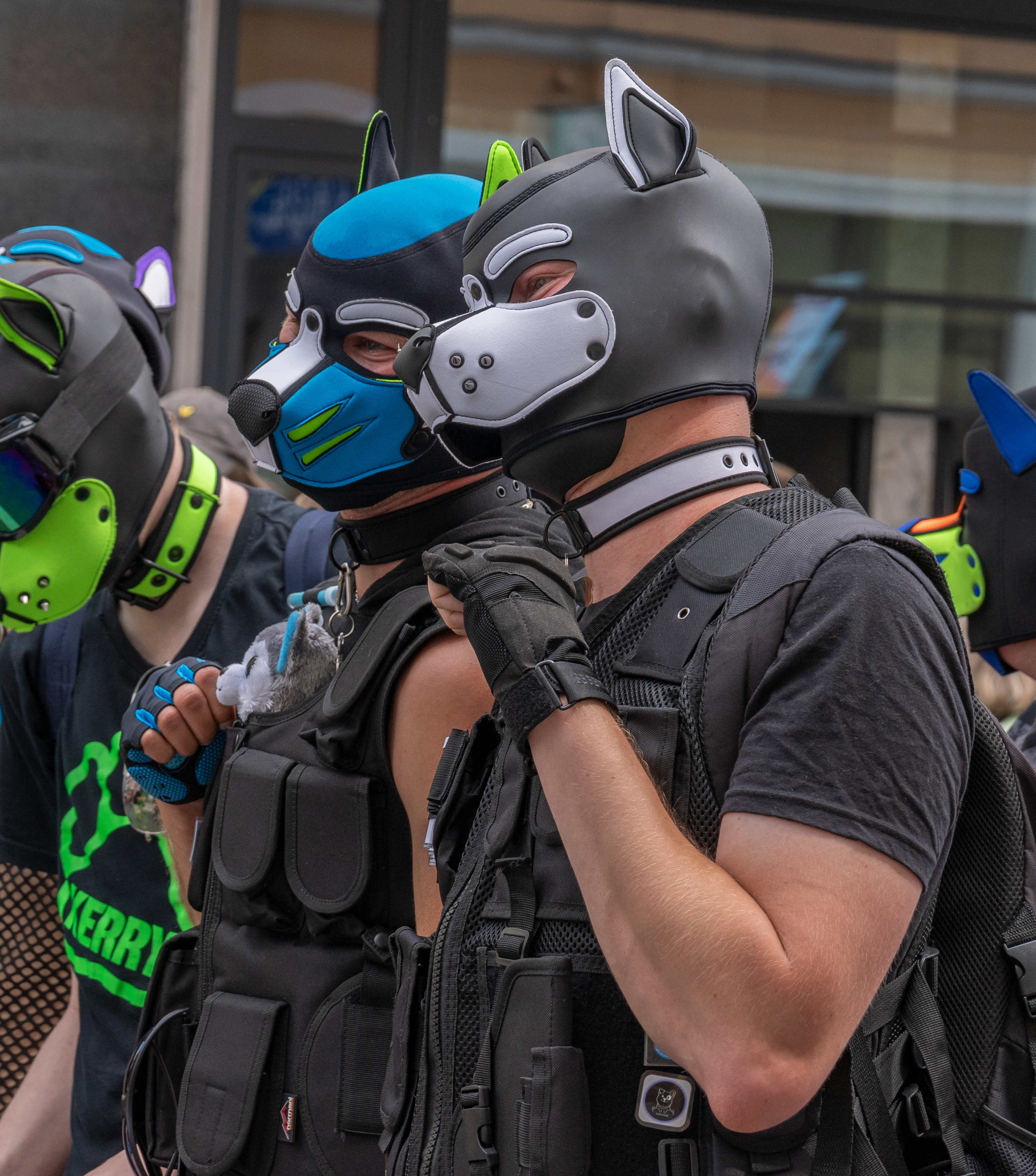
Due cuccioli che partecipano al Christopher Street Day di Hofer in Baviera, Germania

## Panoramica
Il pup play (in italiano "gioco dei cuccioli") è definito come "un'attività socio-sessuale in cui uno o più partecipanti assumono i manierismi, il comportamento e gli atteggiamenti di un cane, spesso facilitati dall'uso di un "equipaggiamento" speciale. Ciò può includere sia l'abbigliamento fisico che i tratti comportamentali, come la comunicazione tramite segnali non verbali come ringhiare o abbaiare. La cultura del pup play è strettamente legata alla sottocultura della pelle e alle comunità BDSM, con gran parte dell'abbigliamento e degli accessori realizzati in pelle, gomma, lattice o neoprene. Sebbene la cultura sia classificata come un fetish, può anche servire come sbocco sociale per molti individui, in particolare all'interno della comunità LGBTQ.

## Caratteristiche
Nel mondo del pup play essendo nato principalmente all'estero al di fuori dell'Italia sviluppandosi principalmente all'estero tutte le terminologie che si utilizzano per rappresentare i diversi ruoli e significati all'interno di questo argomento sono principalmente in inglese.
Nel puppy play, o pup play, almeno uno dei partecipanti mette in atto maniere e comportamenti simili o uguali a quelli canini. Se c'è un ruolo dominante, questo può essere assunto da un "Handler" (conduttore), "trainer" (addestratore),"master" (padrone) o nel caso di qualcuno che si identifica anche come cucciolo, da un "alfa". Non tutti i "pups" o "dogs" sono "alfa", alcuni si considerano "beta" o "omega" e, come nella gerarchia del mondo canino, "beta" può riferirsi a qualcuno che ha sia tendenze dominanti che sottomesse o orientate al servizio, a seconda della situazione, mentre "omega" indica generalmente una natura più sottomessa, passiva, orientata al servizio e giocosa. A differenza di altre forme di gioco di ruolo tra animali, non è raro che due o più cuccioli giochino insieme come pari, magari lottando per il predominio o giocando dove uno è chiaramente l'"alfa".
Il pup play spesso consiste nell'essere giocosi, dispettosi, sfacciati e istintivi.
Molti puppies umani amano semplificare i loro desideri e le loro motivazioni mentre abbracciano il lato di sé che agisce d'istinto. Gran parte degli eventi di "animal play" avviene a livello sociale in gruppo. Un gruppo di amanti dell "animal play" che condividono le stesse idee si riunirà in eventi organizzati appositamente per giocare. Ad esempio, durante questi eventi che si svolgono in tutto il mondo, i "puppies" si comportano come cuccioli biologici, rilassandosi, giocando a riporto e interagendo con gli addestratori umani.
In relazione ad altri giochi BDSM, un "puppy" che è "unowned" (non ha un padrone) o che è "uncollared" (non ha un collare) può essere definito "stray" (randagio). Molti puppies, quando entrano in contatto e cominciano a partecipare direttamente o indirettamente a questa community, utilizzano uno spazio online noto come "pup space", che consente loro di assumere più facilmente di parlare e conoscere persone con i loro stessi interessi. Altri elementi radicati nel gioco BDSM riguardano la schiavitù e la restrizione con collari, guinzagli, ginocchiere (per la protezione delle ginocchia), imbracature, tute di gomma, puppy hoods (maschera a forma di canide) e guanti (per la protezione delle mani e per la restrizione dell'uso delle dita). Sia i servizi sessuali che quelli non sessuali sono opzioni che si verificano sulla scena e vengono discusse in anticipo dai partecipanti (cucciolo/addestratore, beta/alfa, ecc.) in modo che le aspettative non vengano fraintese. L'addestramento può avvenire per insegnare comandi o trucchi se entrambi i partecipanti desiderano tali interazioni.

## Demografia
Secondo Wignall et al. (2022), i dati sono stati raccolti da un sondaggio del 2019 progettato e organizzato dall'organizzazione non-profit australiana Nerdy Doggo. L'indagine ha raccolto dati da varie piattaforme di social media molto apprezzate dai cuccioli, tra cui Twitter, Facebook, Telegram e WhatsApp. I dati hanno mostrato che i maschi omosessuali costituivano circa il 60,3% (442) dei 733 partecipanti campionati, con il 58,1% (426) di loro di età compresa tra 18 e 30 anni e il restante 41,9% (307) di età superiore ai 30 anni. Tra i partecipanti, 666 (90,9%) hanno dichiarato di possedere attrezzature per il pup play, di cui 600 (81,9%) possedevano puppy hoods.
Wignall et al. (2023)  hanno selezionato 413 praticanti del pup play da un sondaggio internazionale su Internet con l'obiettivo di "esaminare l'insorgenza di tratti autistici ed esplorare le caratteristiche e le connessioni sociali delle persone con tratti autistici che si dedicano al pup play". I tratti autistici dei partecipanti sono stati valutati utilizzando il quoziente dello spettro autistico (forma abbreviata). Dall'indagine è emerso che il punteggio medio per i tratti autistici era 65,83, con un intervallo compreso tra 29 e 100. Dei 413 partecipanti, il 35,4% (146) ha ottenuto un punteggio superiore a 70, che è considerato una soglia più alta per indicare tratti autistici più forti. Inoltre, il 55,7% (230) dei partecipanti ha ottenuto un punteggio pari o inferiore a 65, che è considerato una soglia inferiore per l'identificazione di tratti autistici.

## Bandiera pup play
La bandiera originale del Puppy Pride, disegnata da Jeff Hull, presentava sette strisce e una testa di Dobermann rossa al centro, disegnata da Scott Stevenson. Tuttavia, la scelta della razza canina per la testa fu controversa, poiché molti trovavano difficile identificarsi con la bandiera e la consideravano una rappresentazione non neutrale della comunità. 

Immagine della bandiera del Puppy Pride, pubblicata da Flip Gray (International Puppy LLC), maggio 2011

Nel design attuale, creato da Kirk "Brue" Pierce, le nove strisce blu, bianche e nere ricordano la bandiera Leather Pride di Tony DeBlase (vedi Subcultura leather ). L'unica striscia bianca più larga al centro è sorprendente, a simboleggiare la diversità della comunità Puppy. Tutte le strisce sono state inoltre posizionate a 30° in diagonale verso il basso a destra, ricordando la "Boy Flag" di Keith P.
Pierce alla fine sostituì la testa rossa del Doberman del vecchio design con un osso rosso. Pierce voleva usare un simbolo che fosse riconoscibile a livello internazionale e accattivante, che apparisse neutrale e non escludesse nessuno nella comunità